# NGC 7424
NGC 7424是一個位於南天星座天鹤座的棒旋星系，距離地球約3750萬光年。它的結構和直徑（約10萬光年）與銀河系相當類似。該星系因為螺旋臂結構相當明顯，因此被稱為「宏觀螺旋星系」。在該星系中發現了一顆超新星和兩個X射線超量源。

## 特徵
NGC 7424的形態介於一般螺旋星系（SA）和有明顯棒狀結構的棒旋星系（SB）之間。其他的特徵包含它的中心有一個環狀結構，並且核心亮度低於螺旋臂。偏紅色的棒狀結構代表較古老的恆星分布其中；而較鬆散的螺旋臂偏藍色，代表有電離氫區和大質量年輕恆星組成的星團分布。NGC 7424也被列入 IC 1459 天鶴座星系群的成員星系，但它也被認為可能是不受任何星系群重力束縛的視場星系。

## SN 2001ig
SN 2001ig是一顆罕見的IIb型超新星，由澳大利亞業餘天文學家羅伯特·埃文斯在2001年12月10日於NGC 7424的外緣發現。IIb型超新星的光譜一開始會和典型的II型超新星一樣有氫的譜線，但不久後會被氧、鈣和鎂的譜線取代，反而與Ib和Ic超新星類似。

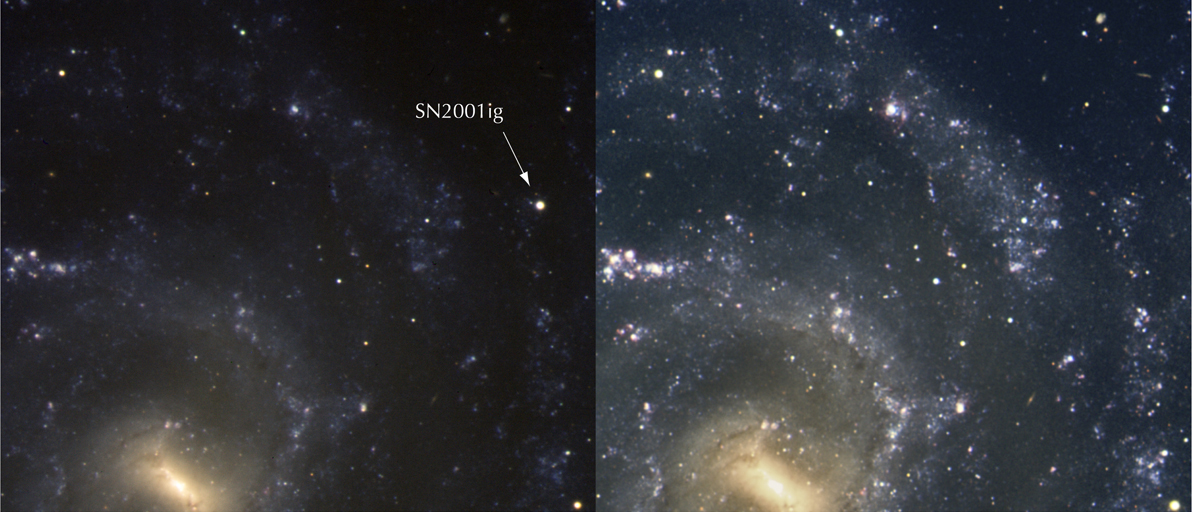
NGC 7424 內的超新星 SN2001ig。影像版權：ESO

2002年5月28日，劍橋大學的天文學家斯图尔特·赖德等人發現被認為是SN 2001ig的伴星。該恆星是一顆光譜類型O或B型的恆星，以橢圓形軌道環繞一顆沃爾夫–拉葉星。他們相信這顆伴星會週期性地將爆炸前主星富含氫的外層剝離，造成譜線的改變。普林斯頓大學的天文學家艾麗西婭·索德伯格等人也相信該超新星的前身星是沃爾夫–拉葉星，但認為周期性的質量損失是主星和伴星強烈恆星風的結果。

## 超亮X射線源
2002年5月到6月，哈佛－史密松天体物理中心的羅柏托·索里亞等人以钱德拉X射线天文台在NGC 7424內發現了兩個超亮X射線源（Ultraluminous X-ray source，ULX）。超亮X射線源即為輻射極大量X射線（超過1032瓦特或1039 erg/s）的天體，並假設這些天體全向輻射（在各方向輻射強度相同）。這些天體輻射的X射線量大於目前所知的恆星現象（包含超新星），但是卻小於活动星系核的X射線輻射量，因此有時候這類天體也被稱為中等亮度X射線天體（Intermediate-luminosity X-ray Object，IXO）。編號 ULX1 的天體是位於相對較少天體的螺旋臂之間空間，並且距離任何明亮的星團或恆星形成區域，而且X射線的光杜可以在20日內增加75%。編號 ULX2 的天體則是在特別明亮的年輕恆星複合體發現的，並且也會在20日內增加X射線光度。